# Resolutie 200 Veiligheidsraad Verenigde Naties
Resolutie 200 van de Veiligheidsraad van de Verenigde Naties was de eerste resolutie die door de leden van de VN-Veiligheidsraad werd aangenomen in 1965. Dat gebeurde unaniem op de 1190e vergadering van de Raad op 15 maart.

## Inhoud
De Veiligheidsraad:
- Heeft de aanvraag van de Gambia voor VN-lidmaatschap bestudeerd.
- Beveelt de Algemene Vergadering aan Gambia het VN-lidmaatschap toe te kennen.

## Verwante resoluties
- Resolutie 196 Veiligheidsraad Verenigde Naties (Malta)
- Resolutie 197 Veiligheidsraad Verenigde Naties (Zambia)
- Resolutie 212 Veiligheidsraad Verenigde Naties (Maladiven)
- Resolutie 213 Veiligheidsraad Verenigde Naties (Singapore)

Lijst ·  200 ·  201 ·  202 ·  203 ·  204 ·  205 ·  206 ·  207 ·  208 ·  209 ·  210 ·  211 ·  212 ·  213 ·  214 ·  215 ·  216 ·  217 ·  218 ·  219